# دانشگاه اوآرتی اروگوئه
دانشگاه اوآرتی اروگوئه (به لاتین: Universidad ORT Uruguay) یک دانشگاه و منطقهٔ مسکونی در اروگوئه است که در مونته‌ویدئو واقع شده‌است.